# مسار جوي

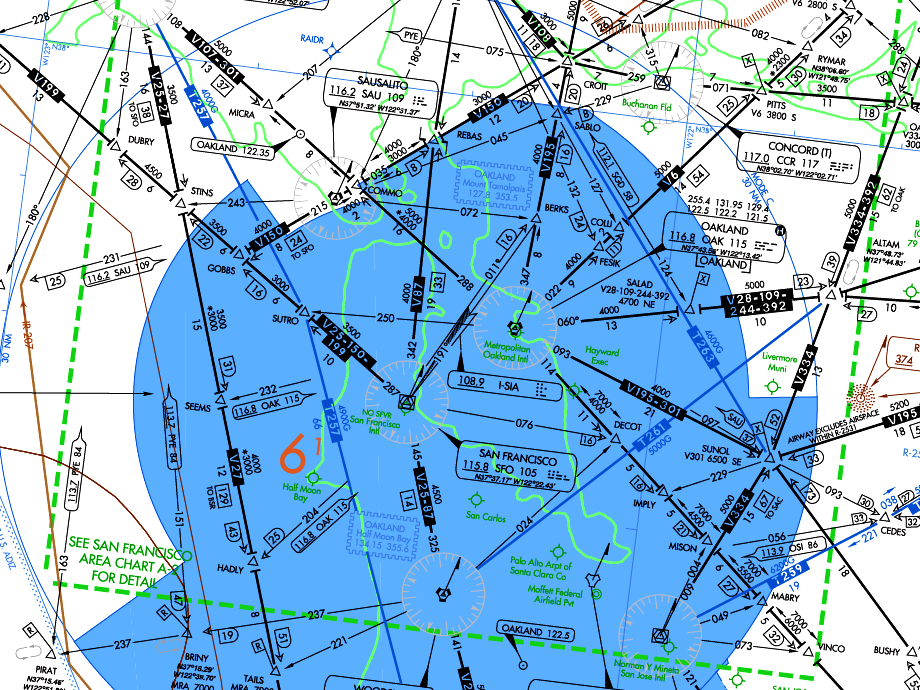

المسار الجوي أو الممر الجوي مصطلح يشار به إلى خطوط وهمية تسير الطائرات عليها، وتتفاوت في الارتفاعات لتفادي الحوادث بحيث تُوجّه الطائرة من قبل برج المراقبة وعلى ارتفاعات متعددة. ويعد مسار جدة الرياض الدمام هو الأنشط في المنطقة الخليجية كونه يقع في منتصف السعودية ويربط ما بين دول الخليج العربي والبحر الأحمر ويعد حلقة وصل إلى جميع أنحاء العالم.